# Maki Namekawa

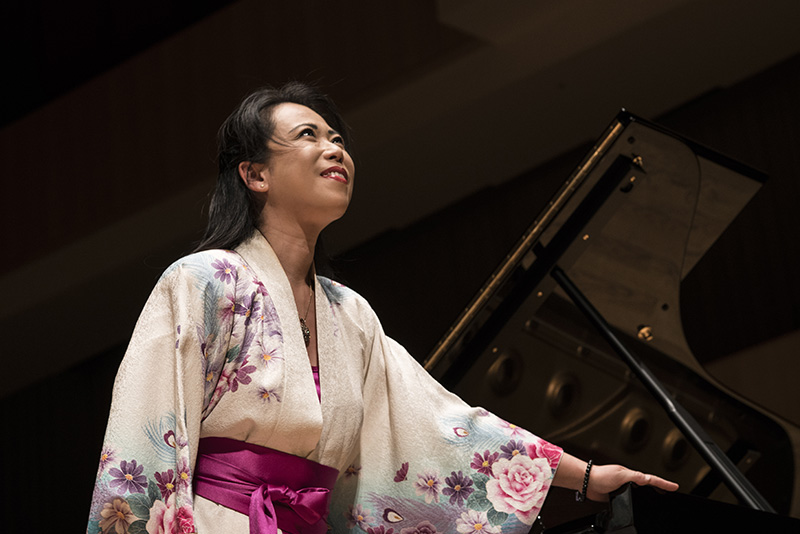
Maki Namekawa, Aarhus Dänemark 2017
Foto Hreinn Gudlaugsson

Maki Namekawa (jap. 滑川 真希, Namekawa Maki; * in der Präfektur Tokio) ist eine japanische Pianistin.

## Leben
Namekawa studierte an der Musikhochschule Kunitachi in der Präfektur Tokio bei Mikio Ikezawa und am Conservatoire de Paris bei Henriette Puig-Roget und erhielt 1994 den japanischen Leonid-Kreuzer-Preis. Ab 1995 war sie an der Hochschule für Musik Karlsruhe Schülerin von Werner Genuit und Kaya Han und betrieb daneben private Studien bei Edith Picht-Axenfeld, György Kurtág, Pierre-Laurent Aimard und Florent Boffard. Nach dem Solistenexamen studierte sie schließlich Neue Musik bei Stefan Litwin an der Musikhochschule Saarbrücken und Pierre-Laurent Aimard an der Hochschule für Musik Köln.
Von 1997 bis 2002 unterrichtete sie an den Musikhochschulen Saarbrücken und Karlsruhe, daneben bei den Darmstädter Ferienkursen, wo sie auch an der Uraufführung von Werken Johannes Kalitzkes mitwirkte. Sie trat bei internationalen Festivals wie der Musik-Biennale Berlin (2001), dem Klavierfestival Ruhr (2002), dem Klavierfestival "Pianorama" des WDR (2003) und dem Ars Electronica Festival in Linz (2003) auf.
Namekawa spielte Rundfunkaufnahmen u. a. beim Südwest-Rundfunk Stuttgart, dem Saarländischen und Hessischen Rundfunk, dem Schweizer Radio und Radio France ein. Neben ihrer solistischen Tätigkeit arbeitet sie u. a. im Duo mit Dennis Russell Davies, unter dessen Leitung sie 2004/05 mit dem Bruckner Orchester Linz Schönbergs Klavierkonzert und Liszts Totentanz aufführte.

## Diskografie
- Internationale Ferienkurse für Neue Musik Darmstadt 1998, 2000
- Images 4 Music - Reich, Glass / Davies, Namekawa, Maki Namekawa und Dennis Russell Davies spielen Werke von Steve Reich und Philip Glass, DVD-Video, 2005
- Music 4 Hands - Glass, Reich / Namekawa, Davies , Maki Namekawa und Dennis Russell Davies spielen Werke von Steve Reich und Philip Glass, 2006